# Hkeem
Hkeem, pseudonimo di Abdulhakim Hassane (Oslo, 29 giugno 1997), è un rapper e cantante norvegese di origini ghanesi e nigeriane.

## Biografia
Hkeem si è fatto conoscere col singolo di debutto Fy faen, numero uno nella VG-lista e certificato quintuplo platino dalla IFPI Norge per le oltre 300 000 unità accumulate; lo stesso brano, vincitore dello Spellemannprisen alla canzone dell'anno, ha trovato successo oltreconfine, scalando la Sverigetopplistan fino al 19º posto e venendo certificato oro dalla IFPI Sverige per aver distribuito oltre 40 000 unità. Il pezzo ha inoltre fatto guadagnare all'artista la nomination per lo Spellemannprisen alla rivelazione dell'anno. L'anno successivo ha ottenuto il suo secondo premio agli Spellemannprisen, venendo riconosciuto nella categoria di video dell'anno con Ghettoparasitt (2018).
Il suo album in studio d'esordio eponimo (2019) ha conquistato la 6ª posizione della classifica norvegese ed è diventato disco d'oro per il superamento delle 10 000 unità equivalenti. A distanza di tre anni ha conseguito un secondo titolo al numero uno nella hit parade nazionale, riuscendo nell'impresa con Danser videre i livet, certificato platino.
L'EP di debutto Oslo er kald è stato reso disponibile per il consumo a partire dal gennaio 2024. Il ramo norvegese della International Federation of the Phonographic Industry gli ha assegnato quattro ulteriori dischi d'oro e uno di platino, equivalenti a 180 000 unità di vendita.

## Discografia

### Album in studio
- 2019 – Hkeem

### EP
- 2024 – Oslo er kald

### Singoli
- 2017 – Fy faen (con Temur)
- 2017 – Urettferdig (con Unge Ferrari)
- 2017 – En som meg
- 2018 – Ghettoparasitt
- 2018 – Fortjener mye mere (con Eddy & Zino)
- 2018 – Amor
- 2018 – Gi det tid
- 2019 – Madiba
- 2019 – KDVPM (con Unge Ferrari)
- 2019 – Movie
- 2020 – Para
- 2020 – Fly
- 2020 – Min
- 2021 – Hverandre (con Qana)
- 2021 – Bobby Brown (con Daniel Obede)
- 2022 – Se hvor vi er nå
- 2022 – Gi meg
- 2022 – Jetter
- 2022 – Farvel (con Boua e William Gamborg)
- 2022 – Danser videre i livet (con Makosir)
- 2023 – Hjertet mitt er helt OK (con Blackie)
- 2023 – By til by